# Nigel Martyn
Nigel Martyn  (St Austell, 1966. augusztus 11. –) angol válogatott labdarúgó kapus. A 2000-es Európa-bajnokság résztvevője volt.

## Pályafutása

### Klubcsapatokban
Sportkarrierjét 1987-ben kezdte a Bristol Roversnél, később a Crystal Palace-hoz csatlakozott. 1996-tól a Leeds Unitedhoz igazolt, ahol 7 évet töltött el. Utolsó klubja az Everton FC volt, ahonnan 2006-ban vonult vissza.

### A válogatottban
Első mérkőzését az angol válogatottban  1992. április 29-én játszotta, amikor a britek a FÁK csapatával találkoztak Moszkvában a Központi Lenin Stadionban. Sokáig második számú kapus volt David Seaman mögött. A sérült Seaman helyére az UEFA Euro 2000 utolsó csoportmérkőzésén Románia ellen állt be, amikor 3–2-es vereséget szenvedtek.
Az Old Traffordon Görögországgal vívott 2–2-es döntetlennél is kezdett a kapuban, ekkor Anglia kijutott a 2002-es labdarúgó-világbajnokságra. 2001 februárjában Spanyolország ellen játszottak, Martyn csereként lépett pályára, és kivédte Javi Moreno büntetőjét a 3–0-ra megnyert találkozón. Utoljára 2002. május 26-án lépett pályára, a Kamerun elleni nemzetközi mérkőzésen (2–2). 
Összesen 23 mérkőzésen védte az angol válogatott kapuját.

## Statisztika

### A válogatottban
| Válogatott | Év       | Mérkőzés | Gól |
| ---------- | -------- | -------- | --- |
| Anglia     | 1992     | 2        | 0   |
| Anglia     | 1993     | 1        | 0   |
| Anglia     | 1997     | 2        | 0   |
| Anglia     | 1998     | 3        | 0   |
| Anglia     | 1999     | 4        | 0   |
| Anglia     | 2000     | 2        | 0   |
| Anglia     | 2001     | 5        | 0   |
| Anglia     | 2002     | 4        | 0   |
| Összesen   | Összesen | 23       | 0   |